# Ibrahima Niang (basket-ball)
Pour les articles homonymes, voir Ibrahima Niang.
Ibrahima Niang (né le 2 février 1992 à Bakel (Sénégal)) est un joueur sénégalais de basket-ball évoluant aux postes de meneur et arrière pour le DUC Dakar (Dakar Université Club) en Division I (la plus importante) du Championnat de Sénégal de basket-ball.

## Carrière sportive

### Clubs successifs
- 2005-07  Sénégal Cadet. ASCFO (Association Sportive et Culturelle des Fonctionnaires) de Dakar
- 2007-09  Sénégal Junior. DUC (Dakar Université Club)
- 2009-15  Sénégal Senior. DUC (Dakar Université Club)
- 2015-19  Espagne Senior. Adepla Basket
- 2022  France Senior . BMB (Basket Montceau Bourgogne)

### Équipe nationale
Ibrahima Niang a été international des moins 16, moins de 18 et senior avec le Sénégal. 
En 2014 il est présélectionné pour participer à la Coupe du monde de basket-ball masculin 2014.
À l'été 2015 il est présélectionné pour participer au Championnat d'Afrique masculin de basket-ball 2015.

## Palmarès
Avec le DUC (Dakar Université Club):
- Champion du Sénégal en 2009, 2010, 2013[4].
- Champion de la Coupe du maire de Dakar en 2009, 2012, 2013, 2015.
- Champion de la Coupe Saint Michel de Dakar en 2009, 2010, 2012, 2015[5].
- Champion du Sénégal junior en 2007.

### Distinctions individuelles
- Championnat de Sénégal 2012 : meilleur joueur (MVP)
- Championnat de Sénégal 2014 : meilleure équipe (Top 5)[6]
- Coupe du maire de Dakar 2015: Meilleur Joueur[7]
- Trophée Révélation du Sénégal en 2011.